# 巴胡塔站
巴胡塔站是一个大郑线上的铁路车站，位于内蒙古自治区科尔沁左翼后旗巴嘎塔拉苏木，建于1927年，目前为四等站，邮政编码为028124。目前客运：办理旅客乘降；行李、包裹托运；货运：办理整车货物发到。